# 7650 Kaname
7650 Kaname è un asteroide della fascia principale. Scoperto nel 1990, presenta un'orbita caratterizzata da un semiasse maggiore pari a 2,9373169 UA e da un'eccentricità di 0,0392973, inclinata di 11,56786° rispetto all'eclittica.